# Fyn
Fyn är en dansk ö som ligger mellan Jylland och Själland. Den är med 3 100 km² Danmarks tredje största ö. Öns största stad är Odense. Hela ön hade 2019 en befolkning på 469 724 invånare. År 2011 hade Odense 130 000 invånare. Odinsö är ett fornnordiskt namn på ön.
Ön ingår numera i Region Syddanmark, men var tidigare den största delen av Fyns amt.
Fyn är förbunden med Själland, Danmarks största ö, genom Stora Bältbron. Stora Bältbron består egentligen av två broar, en låg bro som förbinder Fyn till den lilla ön Sprogø i mitten av Stora Bält, och en lång hängbro resten av vägen till Själland. Hängbron var världens näst längsta bro då den öppnades. Mellan Fyn och Sprogø använder sig tågtrafiken av en annan bro som ligger parallellt med bilbron, och är tillverkad på ett liknande sätt. En tunnel förbinder vidare Sprogø med Själland för tågförbindelsen.
Två broar förbinder Fyn med det danska fastlandet, Jylland. Den första byggdes under 1930-talet kort före andra världskriget, och var avsedd för både bilar och tåg. Den andra, en hängbro, byggdes på 1970-talet och är endast avsedd för bilar, se vidare Lilla Bältbron. Förutom huvudorten Odense ligger alla större städer längs med kusten.

## Historia
Landskapet innehåller lämningar från forntiden, bland annat Dammestenen på östra Fyn.
Ladbyskeppet nära Kerteminde är en skeppsgrav från vikingatiden. Dess historia berättas på Vikingemuseet Ladby.
Fyns historia kännetecknas av de många köpingarna och det centrala läget i Danmark. Fyn har flest gamla slott och herrgårdar i Danmark, vilket beror på den rika jordbruksmarken. Omkring förra millennieskiftet uppfanns hjulplogen och på 1200-talet kom de första väderkvarnarna. Därefter ökade befolkningen, jorden odlades gemensamt och många byar uppstod.

## Fynska dialekter
Fynska, även känd som de fynska dialekterna, är benämningen på de olika varianterna av danska som talas på Fyn och de angränsande öarna. På Fyn skiljer man vanligtvis mellan minst fyra huvuddialekter: Öst-, nord-, syd- och västfynska, samt underdialekter såsom tåsingsk, ærøsk och langelandsk. Västfynska kan vidare delas in i nordväst- och sydvästfynska. Lokalt kan det finnas betydande variationer, även inom korta avstånd, till exempel mellan grannstäder. De fynska dialekterna utgör tillsammans med dialekterna på Själland och Lolland-Falster det som kallas ømål.
En karakteristisk egenskap hos den fynska kulturen är användningen av en särskild frasering, "mojn mojn", som ofta används som hälsning när man säger adjö till varandra. Denna frasering uttrycker en form av vänlighet och värme som är typisk för det fynska språket och dess sociala konventioner .
På Fyn och de omgivande öarna har dialekterna fortfarande tre grammatiska genus: Hane-, hon- och neutrum. Detta gäller även för lolländska och falsterska, sannolikt på grund av att fynska historiskt sett har haft inflytande på dessa dialekter. Odense fungerade som biskopssäte och administrativt centrum för Lolland-Falster från medeltiden fram till 1803. Jämfört med rigsdanska innehåller fynska endast två grammatiska genus: gemensamt genus och neutrum.
Hane-genusartikeln i obestämd form är "ei", och ändelsen i bestämd form är "-ei(i)": Ei mar, mar'i, ei post, posti, ei vogn, vogni, ei ovn, ovni, ei kat, katti, ei mån*, måni (man, post, vagn, ugn, katt, måne) osv. Beroende på tryckgränsen kan vissa ord ha tryck eller inte.

## Geografi
Fyn är omgiven av Lilla Bält, Kattegatt, Stora Bält och skärgården Fynske Øhav. Omkring Fyn ligger öarna Langeland, Thurø, Tåsinge, Æbelø, Ærø och cirka 90 småöar. Högsta berget är Frøbjerg Bavnehøj på 131 meter.
På den östra delen av Fyn ligger Knudshoved och Fyns Hoved. De största sjöarna är Arreskov Sø, Næsbyhoved Sø och Nørresø.

### Natur
Norr om Fåborg ligger Svanninge Bakker, ett stort skogs- och naturområde som kännetecknas av böljande kullar med plötsliga branter och djupa dalar. Ett naturfenomen som är resultatet av den senaste istiden, som tog slut för 14 000 år sedan.
Norr om Kerteminde på nordöstra Fyn ligger halvön Hindsholm och naturområdet Fyns Hoved.

### Största städerna
| Stad       | Läge vid kusten | Invånare 2016 |
| ---------- | --------------- | ------------- |
| Odense     | -               | 175 245       |
| Svendborg  | Söder           | 27 074        |
| Nyborg     | Öster           | 17 008        |
| Middelfart | Nordväst        | 15 044        |
| Fåborg     | Sydväst         | 7 178         |
| Assens     | Väst            | 6 110         |
| Kerteminde | Nordost         | 5 963         |
| Bogense    | Norr            | 3 751         |

### Slott (urval)
Det finns ett stort antal slott och herrgårdar som sätter sin prägel på landskapet.
- Egeskov slott
- Broholm slott
- Valdemars slott
- Odense slott
- Holkenhavn slott
- Hindsgavi slott

### Fotnoter
1. ↑   ”Dammestenen”. De Nationale Geologiske Undersøgelser for Danmark og Grønland. Arkiverad från originalet den 20 december 2016. https://web.archive.org/web/20161220090332/http://www.geus.dk/DK/popular-geology/out_in_nature/geol_perler/syddanmark/Sider/dammestenen.aspx. Läst 11 december 2016.
2. ↑  ”Hilseformer - I forskellige sprog - Se oversigt - lex.dk” (på danska). Den Store Danske. 8 augusti 2023. https://denstoredanske.lex.dk/hilseformer. Läst 10 februari 2024.
3. ↑  ”mojn — Den Danske Ordbog”. ordnet.dk. https://ordnet.dk/ddo/ordbog?query=mojn. Läst 10 februari 2024.
4. ↑  ”Svanninge Backar”. Läst 14 december 2016.
5. 1 2  ”Det fynska landskapet” Arkiverad 6 juni 2017 hämtat från the Wayback Machine.. Läst 14 december 2016.
6. ↑  ”Slottsliv på Fyn. Läst 11 december 2016.